# Akut-p-piller
Akut-p-piller ("dagen efter-piller") är en tablett med hormoner som tas inom kort tid efter ett samlag för att förhindra graviditet, en typ av postkoital antikonception. Akut-p-piller rekommenderas för kvinnor som haft ett enskilt oskyddat samlag, eller samlag där preventivmetoden misslyckades, men inte vill bli gravida. De rekommenderas inte som planerad preventivmetod.
Hormonernas (i Sverige levonorgestrel eller ulipristalacetat) främsta effekt är att förskjuta ägglossning varvid graviditet undviks. Ulipristalacetat anses vara 2–3 gånger mer effektivt än levonorgestrel. Akut insättning av kopparspiral anses vara den mest effektiva metoden, som är 99 % effektiv.
Tabletterna skall tas så snabbt som möjligt då deras effekt avtar med tiden efter samlag. Akut-p-piller med levonorgestrel anses sakna effekt efter tre dygn och ulipristalacetat anses sakna effekt efter fem dygn. De tros inte påverka en möjlig graviditet om ägglossning redan skett. De kan alltså inte användas som abortpiller. Tabletterna ger ofta illamående och kan tillfälligt påverka menstruationscykeln. De antas inte kunna ge fosterskador, men rekommenderas inte under graviditet.
Behandling med akut-p-piller kan upprepas efter nytt samlag om det gått mer än 24 timmar sedan första behandlingen. Om kvinnan står på ett hormonellt preventivmedel bör hon fortsätta med det i samband med att hon tar akut-p-piller, dock bör preventivmetoden kompletteras med barriärmetod (kondom, pessar) i 7 dagar efter intag av levonorgestrel och i 14 dagar efter intag av ulipristalacetat.

## Levonorgestrel
Levonorgestrel-piller innehåller gulkroppshormonet levonorgestrel, ett syntetiskt gestagen (gulkroppshormon), vilket genom att fördröja ägglossning förhindrar graviditet. Det kan dock inte förhindra att ett redan befruktat ägg fastnar i livmodern.
Säkerheten för effekt med akut-p-piller som innehåller levonorgestrel varierar efter hur lång tid efter samlaget som tabletten tas. Helst skall pillret tas inom tolv timmar. Bland kvinnor som tar pillret inom ett dygn efter samlaget förhindras 95 % av graviditeter som annars hade börjat, bland kvinnor som intar läkemedlet ett till två dygn efter samlaget förhindras 85 % av graviditeter, och bland dem som intar läkemedlet två till tre dygn efter samlaget förhindras 58 % av graviditeter. I en studie blev totalt 1,1% gravida av samtliga som tog levonorgestrel som akutpreventivmedel inom tre dygn efter samlag, vilket betydde att 85 % av graviditeterna förhindrades. I en annan studie blev 0,2 % av kvinnor som tog pillret inom tre dygn gravida, varvid effekten uppskattades till 95 % (83 % tog pillret inom ett dygn, ytterligare 15 % inom två). En tidigare studie visade att sannolikheten att bli gravid ökade med 50 % om pillret inte togs inom tolv timmar. Om kvinnan redan blivit gravid fungerar inte pillret. Akut-p-piller med levonorgestrel kan i Sverige och Finland köpas receptfritt på apotek under namnen Norlevo och Postinor. Pillret skall inte användas tillsammans med ulipristalacetat-piller.

## Ulipristalacetat
Uliprostalacetat är en modulerare av progesteronreceptorn, och har därför en annan verkningsmekanism än levonorgestrel.

## Akut-p-piller som preventivmedel
Eftersom pillret inte kan avbryta graviditet (abort), betraktas det som ett preventivmedel. Vid upprepad behandling under samma menstruationscykel får dock pillret minskad effekt. Säkerheten är lägre än många andra preventivmetoder. Menstruationscykeln kan dessutom rubbas till följd av hormonförhöjningen. Därför brukar man avråda från att använda akut-p-piller annat än som nödlösning, och inte se det som ett fullvärdigt alternativ till andra preventivmetoder.

## Akut-p-piller och kroppsvikt
I november 2013 varnade Läkemedelsverket för att en studie visat att akut-p-piller innehållande levonorgestrel kunde ha en sämre effekt om kvinnan väger över 75 kg och obefintlig effekt vid en kroppsvikt över 80 kg. Detta ledde till att den Europeiska läkemedelsmyndigheten EMA inledde en granskning av samtliga akutpreventivmedel.  EMA:s vetenskapliga kommitté, CHMP, rekommenderade då att akutpreventivmedel med både levonorgestrel och ulipristalacetat kan användas av alla kvinnor oavsett kroppsvikt, då nyttan med dem bedöms överväga riskerna. Vad gäller levonorgestrel visar vissa av de tillgängliga studierna att kroppsvikten påverkar effekten, medan andra studier inte visar sådana samband. För ulipristalacetat finns begränsade data från kliniska studier som antyder en trend till sämre effekt vid högre vikt, men de data som finns är inte exakta nog för att dra några definitiva slutsatser. Rekommendationen blev att inkludera information om studierna i läkemedlens produktinformation, men att ta bort informationen om hur kroppsvikt påverkar effekten från produktinformationen till NorLevo. 